# حمایت (روزنامه)
روزنامهٔ حمایت، روزنامه صبح ایران است که در سال ۱۳۸۲ به صاحب امتیازی سازمان زندانها و اقدامات تامینی و تربیتی کشور و توسط سید صولت مرتضوی به عنوان اولین مدیر مسئول آن تأسیس شد.
در حال حاضر به صاحب امتیازی مرکز رسانه قوه قضائیه منتشر می‌شود و در طول ۱۶سال انتشار بیش از ۴۵۰۰ شماره روزنامه منتشر کرده است.
روزنامه حمایت از خرداد ۱۳۹۳، با مدیر مسئولی حسام الدین برومند از روزنامه نگاران جوان و شناخته شده متحول شد و در قالب یک روزنامه حرفه ای منتشر شد. این روزنامه در مسیر ارتقای خود در دی ماه ۱۳۹۶، در جشنواره ملی مطبوعات با موضوع مبارزه با مفاسد اقتصادی حائز مقام اول برگزیدگان بخش سرمقاله شد. 
این روزنامه هر روز در ۲۰ صفحه منتشر شده و افزون بر پوشش اخبار حوزه عمومی به‌طور ویژه اخبار قوه قضائیه را منتشر می‌کند. روزنامه حمایت دارای صفحات سیاسی، قضایی، اقتصادی، حقوقی، اجتماعی، ورزشی، فرهنگی و زندگی است که هر روز علاوه بر آخرین خبرها، گزارشهای تولیدی و گفتگوهای اختصاصی نیز با چهره‌ها و نخبگان هر حوزه دارد.